# Chitaura indica
Chitaura indica är en insektsart som beskrevs av Boris Petrovich Uvarov 1929. Chitaura indica ingår i släktet Chitaura och familjen gräshoppor. Inga underarter finns listade i Catalogue of Life.